# Сіркеджі

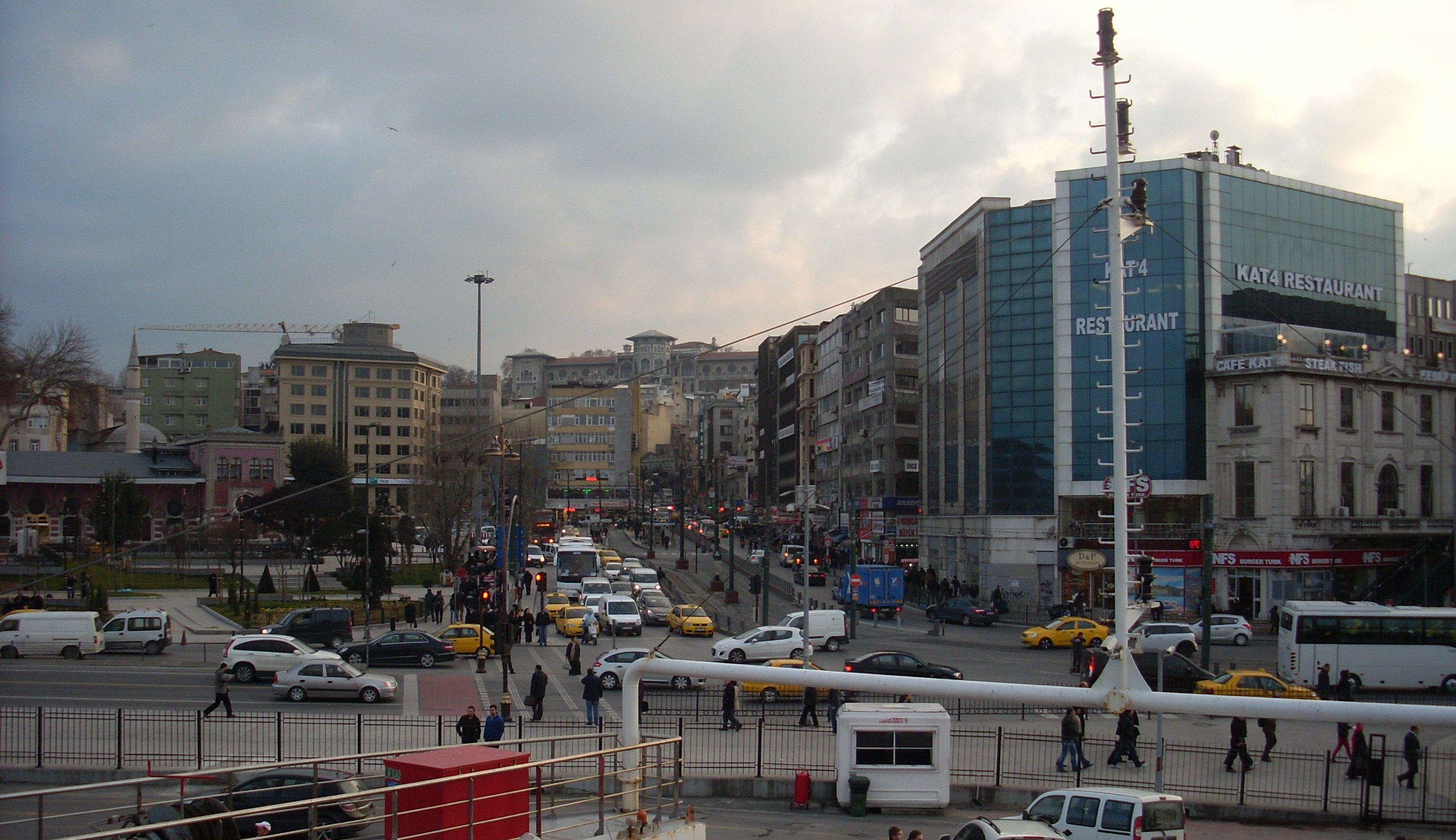
Сіркеджі, Фатіх

Сіркеджі  (тур. Sirkeci) — місцевість Стамбула (Туреччина), розташована в Еміньоню на березі затоки Золотий Ріг, входить до складу муніципального району Фатіх. Найважливішою точкою району є залізничний вокзал Сіркеджі, як кінцевий пункт прямування Східного експресу. Головна магістраль - вулиця Анкара. Тут розташовані також вулиця Рагип Гюмюшпала та  вулиця Кеннеді.

## Історія
Район Сіркеджі був важливим у період Османської імперії через близьке розташування палацу Топкапи. У 1885 році залізничний шлях Східного експресу продовжено до Стамбула, а в 1890 році відкрито новий залізничний вокзал Сіркеджі.

## Сьогодення
Сіркеджи є одним із важливих транспортних центрів Стамбула, де 29 жовтня 2013 року було відкрито підземну залізничну станцію лінії тунелю "Мармарай". Ходить приміський потяг Сіркеджі — Халкали, діє трамвайна лінія Еміньоню — Зейтінбурну, є пороми Сіркеджі — Кабаташ, Сіркеджі — Бостанджи-Адалар.
Місцевість має розвинену комерційну й туристичну інфраструктуру, тут знаходиться багато маленьких крамниць, бізнесцентрів, бутікготелів, традиційних турецьких ресторанів, книгарень тощо.
У Сіркеджі знаходиться Головна пошта (Стамбул) Стамбула.

## Туристичні пам'ятки
Поштовий музей Стамбула.